# 大分県道720号日田山国線
大分県道720号日田山国線（おおいたけんどう720ごう ひたやまくにせん）は、大分県日田市から中津市に至る一般県道である。

## 概要
日田市大字花月から中津市山国町守実に至る。旧国道212号。
大分県の県道ではもっとも大きな番号を持つ県道である。

### 路線データ
- 起点：大分県日田市[1][2]大字花月（福岡県道・大分県道107号宝珠山日田線交点）
- 終点：大分県中津市山国町[1][2]守実（国道212号交点）

## 地理

### 通過する自治体
- 日田市
- 中津市

### 交差する道路
| 交差する道路                        | 市町村名 | 交差する場所 | 交差する場所 |
| ----------------------------------- | -------- | ------------ | ------------ |
| 福岡県道・大分県道107号宝珠山日田線 | 日田市   | 大字花月     | 起点         |
| 国道212号 国道496号 重複            | 中津市   | 山国町守実   | 終点         |

### 沿線
- 伏木公園キャンプ場

### 峠
- 伏木峠（日田市 - 中津市）